# Humprecht
Humprecht je zámek v okrese Jičín s výraznou elipsovitou stavební dispozicí, vystavěný v letech 1666–1668. Leží v CHKO Český ráj, asi 0,5 km severozápadně od Sobotky, na stejnojmenném katastrálním území. Zámek Humprecht včetně schodiště s terasou, myslivnou a parkem je kulturní památkou České republiky, zámek byl v roce 2008 nařízením vlády prohlášen národní kulturní památkou České republiky.

## Historie
Humprecht je lovecký zámeček a byl letním sídlem Humprechta Jana Černína z Chudenic, císařského velvyslance v Benátkách. Návrh vytvořil Carlo Lurago ve stylu manýrismu, s prvky pozdní renesance a raného baroka, pravděpodobně jako parafrázi Galatské věže v Cařihradě. Stavbu probíhající v letech 1666–68 vedl Francesco Ceresola, který také zámek po požáru roku 1678 opravil a zvýšil o jedno patro. Tím však byly přetíženy základy, takže musely být zbourány přízemní hospodářské budovy a základy zpevněny kvádry z pískovce. Zlatý půlměsíc byl na vrchol umístěn roku 1829 místo původního zrezivělého slovanského kříže na základě pověstí o tom, že Heřman Černín byl vězněn v Turecku.
Po Černínech zámek koupila roku 1738 rodina Netolických (Václav Kasimir Netolický z Eisenbergu), ovšem pomalu chátral. V rámci pozemkové reformy v roce 1926 připadl zámek městu Sobotka. V letech 1937–39 byl rekonstruován. Za druhé světové války o něm Němci uvažovali jako o možné letecké pozorovatelně. V 70. letech 20. století byl zámek důkladně opraven. V období 2021–2023 byl zámek rekonstruován.
| Rok  | Počet návštěvníků |
| ---- | ----------------- |
| 2015 | 41 367            |
| 2016 | 36 597            |

## Stavba a interiér

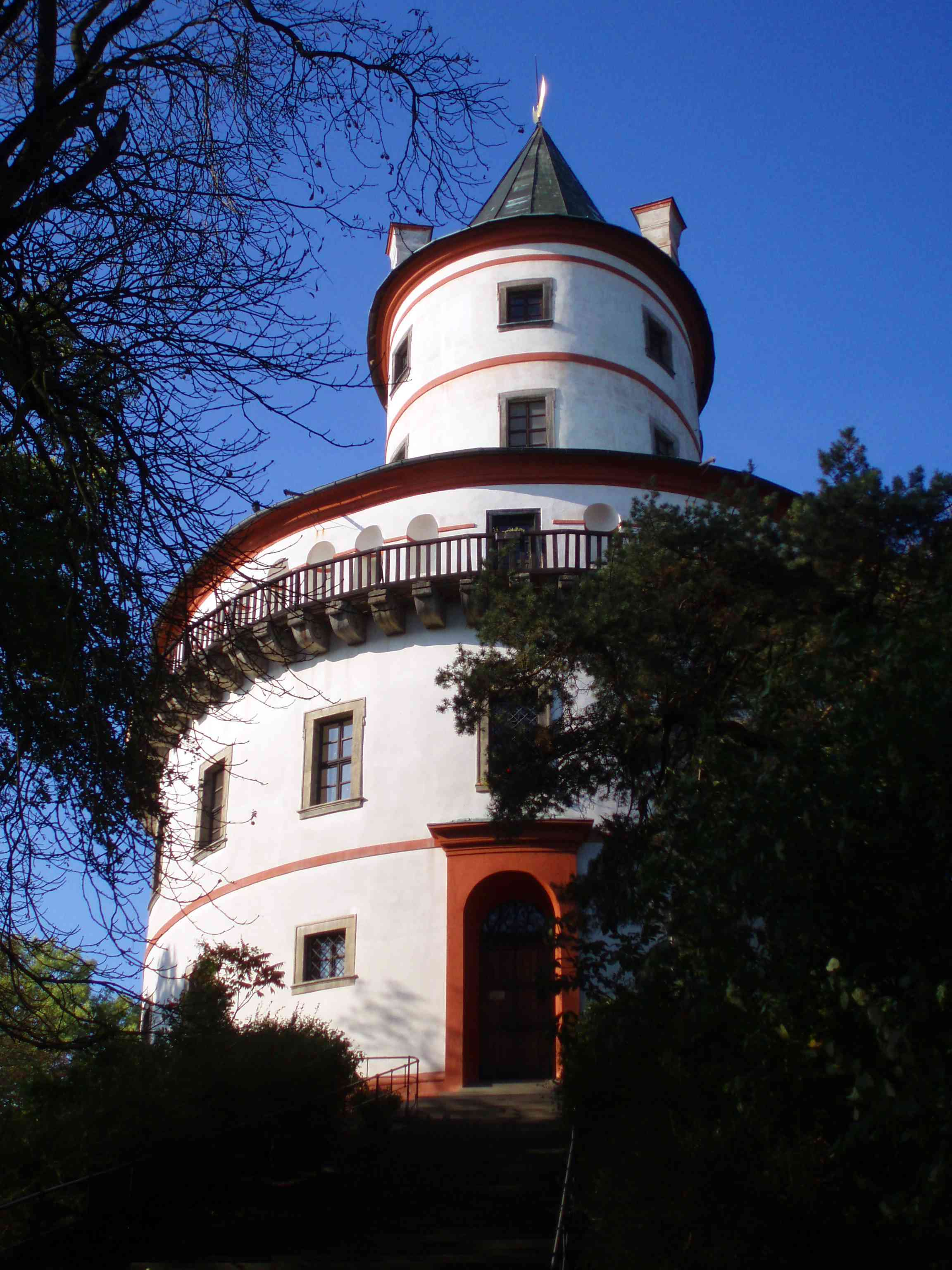
Zámek Humprecht

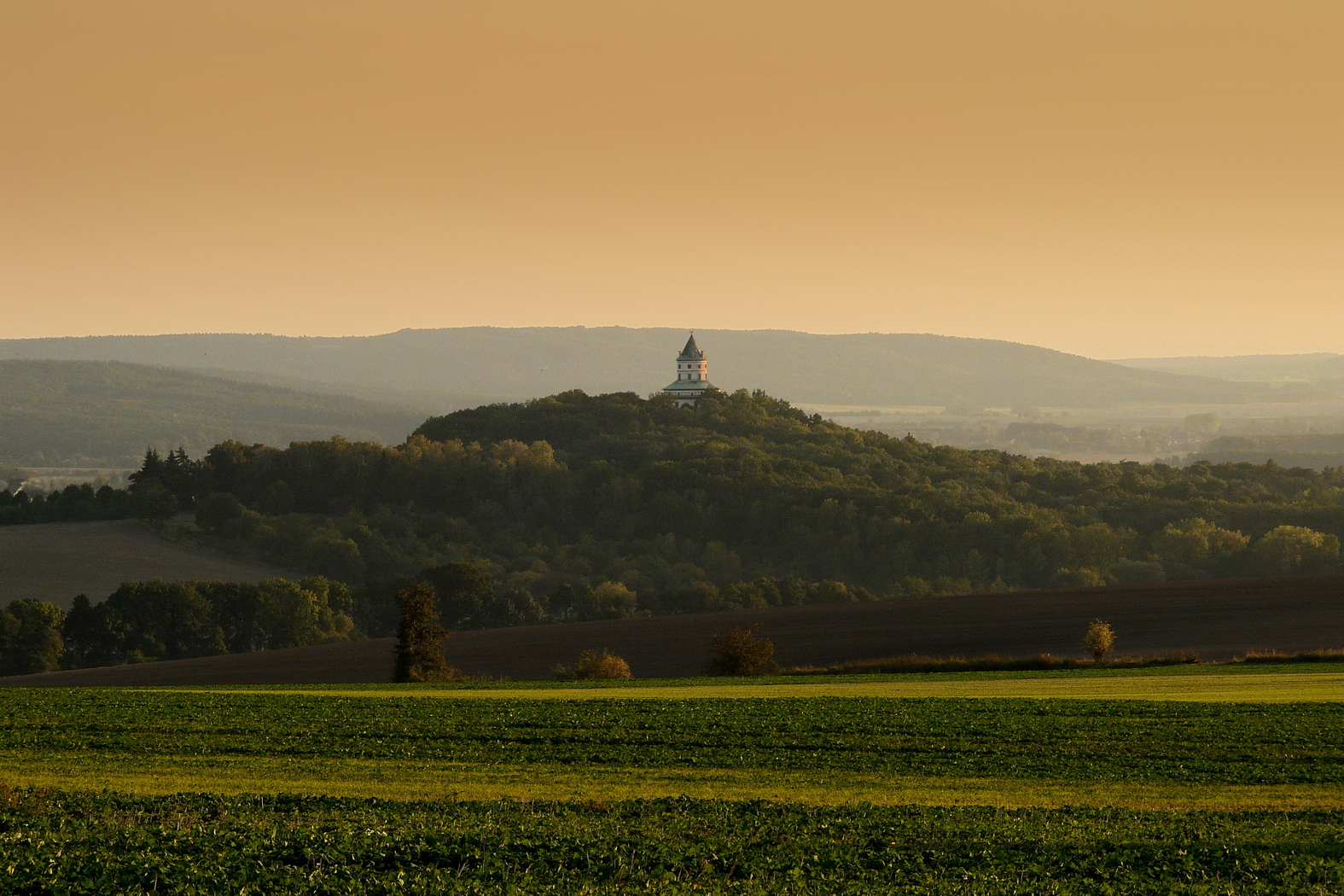
Humprecht od Nepřívěcké hůry

Lovecký zámek s elipsovitým půdorysem je umístěn na čedičovém návrší nad městem. Nad první střechou je umístěna elipsovitá lucerna (menší elipsovitá věžička) zakončená špičatou kuželovitou střechou, na které jsou umístěny čtyři komíny a která je zakončena půlměsícem. V horní části spodního patra se nachází dřevěný ochoz umístěný na kamenných krakorcích. V zámku je 27 místností, uprostřed stavby se nalézá šestnáct metrů vysoká elipsovitá hodovní síň s výbornou akustikou, kde se často konají koncerty a svatby. Na jejím stropě je namalován znak Černínů od R. Beneše, v dolní části malby al secco od R. Wiesnera vztahující se k životu Humprechta Jana. V místnostech rozestavěných do elipsy kolem akustické hodovní síně je umístěna zámecká expozice, a v místnostech druhého patra potom expozice Muzea města Sobotky- např. Mánesův Prapor Národní gardy z roku 1848. Tzv. „myší dírou“ lze vystoupit na věž, odkud je pěkná vyhlídka na celý zdejší kraj. Parkoviště je cca 300 metrů u hřbitova. Cestou podél hřbitovní zdi je krásný výhled na město. Na okraji lesoparku je koupaliště s chatkami.
Okolo zámku byla obora pro jeleny, později přeměněná na bažantnici.